# Limerick (Ontario)
Limerick to gmina (ang. township) w Kanadzie, w prowincji Ontario, w hrabstwie Hastings.
Powierzchnia Limerick to 200,59 km².
Według danych spisu powszechnego z roku 2001 Limerick liczy 362 mieszkańców (1,80 os./km²).